# UCI-Kunstrad-Weltcup 2024
Beim UCI-Kunstrad-Weltcup 2024 wurden durch die Union Cycliste Internationale und die Initiative Indoor Cycling Worldwide die Weltcupsieger im Kunstradfahren ermittelt.

## Termine
Die Weltcup bestand aus folgenden vier Runden, wovon die letzte „Finale“ hieß und doppelt zählte.
- Tarquinia: 2. März
- Hohenems: 15. Juni
- Hongkong: 11. August
- Oberbüren: 2. November

Erstmals seit 2018 fand damit wieder eine Veranstaltung in Asien statt, nachdem die geplanten Runden in Hongkong 2020, 2021 und 2022 Absagen zum Opfer gefallen waren.

## Einer Frauen
| # | Datum       | Ort       | Erste        | Zweite       | Dritte        |
| - | ----------- | --------- | ------------ | ------------ | ------------- |
| 1 | 2. März     | Tarquinia | Jana Pfann   | Ramona Dandl | Alessa Hotz   |
| 2 | 15. Juni    | Hohenems  | Jana Pfann   | Ramona Dandl | Lara Füller   |
| 3 | 11. August  | Hongkong  | Jana Pfann   | Ramona Dandl | Veronika Koch |
| F | 2. November | Oberbüren | Ramona Dandl | Jana Pfann   | Lara Füller   |

Gesamtwertung
| Platz | Name             | Punkte |
| ----- | ---------------- | ------ |
| 1     | Jana Pfann       | 460    |
| 2     | Ramona Dandl     | 440    |
| 3     | Lara Füller      | 275    |
| 4     | Magdalena Müller | 270    |
| 5     | Alessa Hotz      | 260    |
| 6     | Giuliana Zübner  | 245    |

## Einer Männer
| # | Datum       | Ort       | Erster     | Zweiter            | Dritter            |
| - | ----------- | --------- | ---------- | ------------------ | ------------------ |
| 1 | 2. März     | Tarquinia | Lukas Kohl | Philipp-Thies Rapp | Simon Köcher       |
| 2 | 15. Juni    | Hohenems  | Lukas Kohl | Emilio Arellano    | Philipp-Thies Rapp |
| 3 | 11. August  | Hongkong  | Lukas Kohl | Jonas Beiter       | Simon Köcher       |
| F | 2. November | Oberbüren | Lukas Kohl | Philipp-Thies Rapp | Emilio Arellano    |

Gesamtwertung
| Platz | Name                | Punkte |
| ----- | ------------------- | ------ |
| 1     | Lukas Kohl          | 500    |
| 2     | Simon Köcher        | 335    |
| 3     | Philipp-Thies Rapp  | 310    |
| 4     | Emilio Arellano     | 285    |
| 5     | Csaba Varga         | 275    |
| 6     | Christopher Schobel | 275    |

## Zweier Frauen
| # | Datum       | Ort       | Erste                               | Zweite                              | Dritte                              |
| - | ----------- | --------- | ----------------------------------- | ----------------------------------- | ----------------------------------- |
| 1 | 2. März     | Tarquinia | Henny Kirst Antonia Bärk            | Annice Niedermayer Jessie Hasmüller | Kim Leah Schlüter Neele Jodeleit    |
| 2 | 15. Juni    | Hohenems  | Kim Leah Schlüter Neele Jodeleit    | Annice Niedermayer Jessie Hasmüller | Larissa Tanner Simona Lucca         |
| 3 | 11. August  | Hongkong  | Annice Niedermayer Jessie Hasmüller | Ho Dong Qing Lam Cheuk Yu           | Anna Lilla Sárközi Pőhr Anita       |
| F | 2. November | Oberbüren | Henny Kirst Antonia Bärk            | Larissa Tanner Simona Lucca         | Annice Niedermayer Jessie Hasmüller |

Gesamtwertung
| Platz | Namen                                 | Punkte |
| ----- | ------------------------------------- | ------ |
| 1     | Annice Niedermayer / Jessie Hasmüller | 400    |
| 2     | Henny Kirst / Antonia Bärk            | 365    |
| 3     | Anna Sárközi / Anita Pőhr             | 310    |
| 4     | Larissa Tanner / Simona Lucca         | 295    |
| 5     | Kim Leah Schlüter / Neele Jodeleit    | 170    |
| 6     | Eszter Kulich / Dóra Rákócza          | 120    |

## Zweier offen
| # | Datum       | Ort       | Erste                            | Zweite                        | Dritte                        |
| - | ----------- | --------- | -------------------------------- | ----------------------------- | ----------------------------- |
| 1 | 2. März     | Tarquinia | Serafin Schefold Max Hanselmann  | Niklas Kreuzmann Celine Stapf | Alexander Stark Daniel Stark  |
| 2 | 15. Juni    | Hohenems  | Nico Rödiger Lea-Victoria Styber | Jonas Mächtig Simon Riedinger | Niklas Kreuzmann Celine Stapf |
| 3 | 11. August  | Hongkong  | Nico Rödiger Lea-Victoria Styber | Niklas Kreuzmann Celine Stapf | Lim Tsz Hin Lim Tsz Leung     |
| F | 2. November | Oberbüren | Nico Rödiger Lea-Victoria Styber | Niklas Kreuzmann Celine Stapf | [ 2 ]                         |

Gesamtwertung
| Platz | Namen                              | Punkte |
| ----- | ---------------------------------- | ------ |
| 1     | Lea-Victoria Styber / Nico Rödiger | 400    |
| 2     | Niklas Kreuzmann / Celine Stapf    | 390    |
| 3     | Serafin Schefold / Max Hanselmann  | 100    |
| 4     | Jonas Mächtig / Simon Riedinger    | 80     |
| 5     | Lim Tsz Hin / Lim Tsz Leung        | 70     |
| 6     | Alexander Stark / Daniel Stark     | 70     |

## Vierer
| # | Datum       | Ort       | Erste                                                                                 | Zweite                                                                            | Dritte                                                                           |
| - | ----------- | --------- | ------------------------------------------------------------------------------------- | --------------------------------------------------------------------------------- | -------------------------------------------------------------------------------- |
| 1 | 2. März     | Tarquinia | KRF Uzwil Stefanie Haas Valerie Unternährer Selina Niedermann Sarah Manser            | RV Mainz-Ebersheim Tijem Karatas Annika Rosenbach Stella Rosenbach Milena Schwarz | RfV Wiednitz Anna Kathleen Buchwald Nadine Jenchen Charlott Boden Hannah Schulze |
| 2 | 15. Juni    | Hohenems  | RV Mainz-Ebersheim Tijem Karatas Annika Rosenbach Stella Rosenbach Milena Schwarz     | RMSV Edelweiss Aach Sabrina Bürßner Carolin Schmid Alina Bötzer Franziska Bötzer  | KRF Uzwil Stefanie Haas Valerie Unternährer Selina Niedermann Sarah Manser       |
| 3 | 11. August  | Hongkong  | RfV 1900 Wiednitz Anna Kathleen Buchwald Nadine Jenchen Charlott Boden Hannah Schulze | RV Mainz-Ebersheim Svenja Kraus Annika Rosenbach Stella Rosenbach Milena Schwarz  | South China A.A. Wong Cheuk Sze So Cheuk Lam Ho Dong Qing Lam Cheuk Yu           |
| F | 2. November | Oberbüren | KRF Uzwil Stefanie Haas Valerie Unternährer Selina Niedermann Sarah Manser            | RV Mainz-Ebersheim Svenja Kraus Annika Rosenbach Stella Rosenbach Milena Schwarz  | Kunstrad Baar Vanessa Hotz Stefanie Moos Flavia Schürmann Carole Ledergerber     |

Gesamtwertung
| Platz | Mannschaft          | Punkte |
| ----- | ------------------- | ------ |
| 1     | RV Mainz-Ebersheim  | 420    |
| 2     | KRF Uzwil           | 370    |
| 3     | RfV Wiednitz 1900   | 290    |
| 4     | RMSV Edelweiss Aach | 210    |
| 5     | Kunstrad Baar       | 205    |
| 6     | South China A. A.   | 70     |